# Luttel Meijel
Luttel Meijel is een buurtschap in de gemeente Deurne in de Nederlandse provincie Noord-Brabant.
Luttel Meijel, dat Klein Meijel betekent, ligt aan de Keulsebaan, de doorgaande weg van Neerkant naar Meijel. De buurtschap is de laatste bewoning in de gemeente Deurne vóór de gemeentegrens. In de buurtschap staat de Willibrordusput, die in 1326 in een oorkonde als een van de grenspunten van de gemeynt wordt genoemd.
Dorpen: Deurne · Helenaveen · Liessel · Neerkant · Vlierden · Walsberg

Buurtschappen: Baarschot · Belgeren · Bleijs · Breemortel · Groote Bottel · Kleine Bottel · Groot Bruggen · Klein Bruggen · Derp · Donschot · Haageind · Halte · Hanenberg · Heieind · Heimolen · Heitrak · Kerkeind · Kranenmortel · Kulert · Leensel · Luttel Meijel · Merlenberg · Molenhof · Pannenschop · Ruth · Schans · Schelm · Sloot · Veldheuvel · Vloeieind · De Voorstad · Voorste Beerdonk · Voort · Vreekwijk

Noord-Brabant: Steden en dorpen      Nederland: Provincies · Gemeenten